# Fleckhals-Prachtkäfer
| |                                                        |
| Abb. 1: oben Weibchen unten Männchen                                                                                 | Abb. 2: Seitenansicht (Männchen) Unterseite (Weibchen) |
| |                                                        |
| Abb. 3: Aedeagus | Abb. 4: rechte Flügeldeckenspitze                      |
| |                                                        |
| Abb. 5: Halsschild, rechte Hälfte                                                                                    | Abb. 6: Kopf von schräg vorn                           |
| |                                                        |
| Abb. 7: Ausschnitt Flügeldecke (Weibchen) im Schulterbereich (in der Ecke rechts oben Schildchen teilweise sichtbar) |                                                        |

Der Fleckhals-Prachtkäfer (Anthaxia fulgurans) ist ein Käfer aus der Familie der Prachtkäfer. Die artenreiche Gattung Anthaxia ist in Europa mit vier Untergattungen vertreten. Der Fleckhals-Prachtkäfer wird zur Untergattung Anthaxia gerechnet, die in Europa mit 46 Arten vertreten ist.
Wie fast alle Arten der Prachtkäfer ist auch der Fleckhals-Prachtkäfer durch die Bundesartenschutzverordnung besonders geschützt. Bundesweit gilt der Käfer als vom Aussterben bedroht. In Sachsen-Anhalt wird er als ausgestorben eingestuft.

## Bemerkungen zum Namen
Der Käfer (ein Weibchen) wurde 1789 von Schrank unter dem wissenschaftlichen Namen Buprestis fulgurans beschrieben. Der Artname fúlgurans (lat. blitzend, blinkend) wird von Schrank nicht explizit begründet. Er erklärt sich aber durch die Beschreibung der Färbung bei Schrank (goldgrün ... mit feuerroten Flügeldeckenrändern) von selbst. 
Die Gattung Buprestis wurde von Eschscholtz  1829 in viele Gattungen zerlegt. Die Gattung Anthaxia gehört zu den Gattungen mit spitz zulaufendem Schildchen.
Der Gattungsname Anthaxia ist von altgr. άνθος ánthos, „Blüte“, und άξιος áxios, „wert“  abgeleitet und weist auf die meist farbenprächtigen Arten dieser Gattung hin.
Der deutsche Name Fleckhals-Prachtkäfer nimmt auf die beiden schwarzen Flecken auf dem Halsschild Bezug.
Der Käfer wurde mehrfach beschrieben, in der Fauna Europaea werden elf Synonyme aufgezählt.

## Merkmale des Käfers
Der Käfer erreicht eine Länge von vier bis sieben Millimetern. Er gehört zu den zahlreichen kleinen bunten Anthaxia-Arten, die flach (Abb. 2 oben), breit und umgekehrt kahnförmig gebaut sind. Wie in der Gattung häufig, sind Männchen und Weibchen unterschiedlich gefärbt. Das Männchen (Abb. 1 unten) ist einfarbig goldgrün bis grünblau. Beide Geschlechter haben einen ausgedehnten dunklen Längsfleck auf jeder Seite des Halsschilds, der sich über den Großteil der Länge des Halsschilds erstreckt (Abb. 5). Beim Weibchen (Abb. 1 oben) ist der Halsschild dunkler blaugrün, die Flügeldecken sind überwiegend kupferrot, nahe der Basis und entlang der vorderen Hälfte der Flügeldeckennaht sind sie blaugrün bis goldgrün. Sie werden auch als grün mit kupferrotem Rand beschrieben. Die Unterseite (Abb. 2 unten) ist bei beiden Geschlechtern grün. Es gibt auch bis auf die schwarzen Flecke vollständig blaue Exemplare. 
Der Kopf ist bis zum Hinterrand der Augen in den Halsschild zurückgezogen, die Mundwerkzeuge zeigen schräg nach unten (Abb. 6). Zwischen den Augen ist der Kopf längs flach eingedrückt und dicht punktiert. Die Augen sind groß, oval und auf der Stirn einander genähert. Die kurzen Fühler sind elfgliedrig und ab dem 4. Glied gesägt. Sie sind voneinander entfernt neben dem Vorderrand der Augen eingelenkt. Die Stirn ist im Unterschied zu vielen ähnlichen Arten unbehaart. 
Der Halsschild (Abb. 5) ist seitlich stark gerundet und breiter als lang. Die Halsschildbasis verläuft annähernd geradlinig, nicht doppelbogig. In den Hinterwinkeln ist er nicht nur leicht, sondern tief quer eingedrückt (am besten im Taxobild sichtbar). Der Eindruck erstreckt sich über mehr als ein Drittel der Basisbreite. Der Halsschild trägt eine Maschenstruktur. Die Maschen sind längs der Mitte des Halsschilds, insbesondere vorn, etwa gleich breit wie lang, rundlich und tragen je einen Punkt in der Mitte. Gegen die Seiten sind die Maschen längs und eckig.
Das Schildchen (in Abb. 5 in der rechten unteren Ecke) ist klein und dreieckig mit gerundeten Seiten.
Die Flügeldecken bedecken die Seiten des Hinterleibs. Ihre Seiten verlaufen über die ersten beiden Drittel annähernd parallel, danach verschmälern sie sich leicht konvex und enden einzeln abgerundet. Sie sind in schwach ausgebildeten Reihen punktiert und stark verrunzelt (Abb. 7). Zur Spitze der Flügeldecken hin wird die Punktierung auffallend grob, die Punkte bilden entlang des Randes der Flügeldecken nach vorn verlöschende Reihen (Abb. 4). Bei der sehr ähnlichen Art Anthaxia dimidiata fehlen diese Punkte.
Die Körperunterseite ist glänzend grün und stark punktiert (Abb. 2 unten). Die Beine sind kräftig, die Tarsen alle fünfgliedrig, die Klauen sind nicht gezähnt.
Abbildung 3 zeigt den Aedeagus, der auch beim Männchen in Abbildung 1 sichtbar ist.

## Biologie
Die Larven entwickeln sich in verschiedenen Bäumen und Sträuchern, die zur Familie der Rosengewächse gehören, insbesondere in Apfelbäumen, sowie in Schlehe, Pflaume und Vogel-Kirsche, vermutlich auch in Weißdornarten und Kornelkirsche. Sie sind in mittleren und kleinen Zweigen zu finden, bevorzugt in isoliert stehenden geschwächten Bäumen auf trockenwarmen Standorten. Die Larven fressen unter der Rinde, die Puppenwiege wird im Holz angelegt. Die Entwicklung beträgt ein oder zwei Jahre. 
In der Regel sind die Käfer im Herbst fertig entwickelt und überwintern in der Puppenwiege. Die Käfer erscheinen im Frühjahr, in Südtirol beginnt die Flugzeit schon im April, in Baden-Württemberg werden die meisten Käfer im Mai und Juni gefunden, die letzten Funde liegen Anfang August. Die Käfer sind auf Blüten verschiedener Pflanzenfamilien zu finden. Die Kopulation findet auf den Blüten statt.

## Verbreitung
Die Art ist von Kleinasien, Syrien und der Ukraine im Osten bis in den Nordosten von Spanien verbreitet. Sie fehlt in Nordafrika und das Verbreitungsgebiet erstreckt sich nördlich bis Polen. Im mitteleuropäischen Raum war der Käfer in Wärmegebieten im Süden weiter verbreitet. Ältere Literatur spricht von Funden um Genf und im Wallis, in der Rheinebene um Colmar, Weilberg, Heidelberg, am Vogesenwesthang bis Metz. Auch aus Bayern, Rheinland-Pfalz und Hessen sind alte Funde bekannt. Laut Fauna Europaea kommt der Käfer in der Schweiz jedoch nicht vor. Und in Süddeutschland stammen die einzigen aktuellen Funde vom südlichen Oberrhein, wo der Käfer sogar teilweise häufig angetroffen wird. Aus der Zeit nach 1950 ist noch ein Fund aus Sachsen wegen seiner nördlichen Lage interessant. Aus Sachsen-Anhalt sind nur alte Funde bekannt, der Käfer gilt dort als ausgestorben. Die meisten Funde stammen aus einer Höhe um 200 m. In Südfrankreich jedoch kommt die Art von Meereshöhe bis zu 1400 m hoch vor.